# Терминвокс
Терминвокс /или Термин/ е музикален инструмент от групата на иновационните инструменти.
Терминвокс е вид иновационен инструмент, който спада както към електронните така и към перкусионните инструменти.
Изработен през 1919 г. от Лев Сергеевич Термин.
Използва се както от перкусионисти, така и от композитори, занимаващи се с електронна музика и имащи интерес към сонорните ефекти.